# Hormurus boholiensis
Espèce
Synonymes
- Liocheles boholiensis (Kraepelin, 1914)

Hormurus boholiensis est une espèce de scorpions de la famille des Hormuridae.

## Distribution
Cette espèce est endémique de Bohol aux Philippines.

## Description
La femelle lectotype mesure 53,0 mm.

## Étymologie
Son nom d'espèce, composé de bohol et du suffixe latin -ensis, « qui vit dans, qui habite », lui a été donné en référence au lieu de sa découverte, Bohol.

## Publication originale
- Kraepelin, 1914 : Die Skorpione und Pedipalpen von Neu-Caledonien und den benachbarten Inselgruppen. Nova Caledonia. Forschungen in Neu-Caledonien und auf den Loyalty-Inseln, Recherches scientifiques en Nouvelle-Calédonie et aux iles Loyalty. A. Zoologie, F. Sarasin et J. Roux, Wiesbaden, vol. 1, p. 327-337 (texte intégral).